# Bjarne Jensen (voetballer, 1943)
Bjarne Jensen (Aalborg, 11 september 1943) is een voormalig Deense profvoetballer en voetbaltrainer.

## Loopbaan
Jensen speelde in zijn geboorteland voor Aalborg Chang en Aarhus GF, alvorens hij in 1967 naar Schotland vertrok waar de Deense jeugdinternational twee jaar onder contract stond bij Morton. In 1969 werd hij voor 70.000 gulden gekocht door GVAV. Op 15 februari 1970 maakte Jensen er zijn competitiedebuut tijdens een met 2-0 verloren uitwedstrijd bij Sparta. Zijn aankoop kon niet verhinderen dat GVAV aan het eind van het seizoen 1969/70 degradeerde. In het seizoen 1970/71 werd Jensen met 15 doelpunten topscorer van de Eerste divisie en leverde daarmee een belangrijke bijdrage aan de terugkeer naar de Eredivisie van de Groningse club die na de promotie werd omgedoopt in FC Groningen. De Deense spits speelde tot december 1975 bij FC Groningen en keerde daarna terug naar Denemarken waar hij nog jarenlang werkzaam was als trainer, bij onder andere Silkeborg IF, Horsens fS en FC Fredericia.

### Statistieken
| Seizoen | Club         | Land      | Competitie     | Duels | Goals |
| ------- | ------------ | --------- | -------------- | ----- | ----- |
| 1969/70 | GVAV         | Nederland | Eredivisie     | 18    | 3     |
| 1970/71 | GVAV         | Nederland | Eerste divisie | 30    | 15    |
| 1971/72 | FC Groningen | Nederland | Eredivisie     | 33    | 7     |
| 1972/73 | FC Groningen | Nederland | Eredivisie     | 27    | 6     |
| 1973/74 | FC Groningen | Nederland | Eredivisie     | 34    | 8     |
| 1974/75 | FC Groningen | Nederland | Eerste divisie | 36    | 4     |
| 1975/76 | FC Groningen | Nederland | Eerste divisie | 5     | 0     |
| Totaal  | Totaal       | Totaal    | Totaal         | 183   | 43    |